# Nicolas Lipenski
L'icône de Nicolas Lipenski (en russe : Никола Липенский) est une icône de Nicolas Thaumaturge, appelé aussi Nicolas de Myre, et plus communément saint Nicolas, peinte pour l'église de Nicolas de Lipno à Novgorod, en 1294, par le peintre d'icône Aleksa Petrov. Elle est conservée au musée de la ville de Novgorod.

## Histoire
L'icône est réalisée en 1294 pour l'église Lipenski du monastère de Novgorod . La troisième chronique de Novgorod en parle en ces termes:
« En été de l'an 6802 (?) à l'époque du prince Andreï Alexandrovitch, de l'archevêque Clément de Novgorod et de Pskov, du maire André Klimovitch, est peinte l'icône de Nicolas le grand Thaumaturge au monastère de Lipno, commandée et achetée par le serviteur de Dieu Nicolas Vasilevitch... »
Quant au peintre qui a réalisé l'icône, il est connu grâce au nom du ktitor inscrit dans le texte écrit en dessous de l'icône. Il s'agit d'Alexa Petrov. Quant à son client -Nicolas Vasilevitch - son nom n'est conservé par aucun autre document.
Après l'abandon du monastère de Lipno l'icône est transférée au monastère de Skovorodski en 1798. En 1921 elle est déplacée au musée de Novgorod où elle est restaurée en deux étapes en 1921 (partiellement) et complètement en 1928—1932 .

## Iconographie
L'icône est peinte sur la planche de tilleul, la doska, dans la partie centrale légèrement en creux, le kovtcheg. Sa structure est formée de trois parties attachées entre elles par deux groupes de languettes, les chponkas. Cette structure est recouverte d'une pavoloka collée sur la doska. La peinture originale s'est détachée à certains endroits et a été remplacée lors de rénovations. Des vernis anciens plus sombres, qui n'ont pas été enlevés, réduisent l'intensité initiale des couleurs.

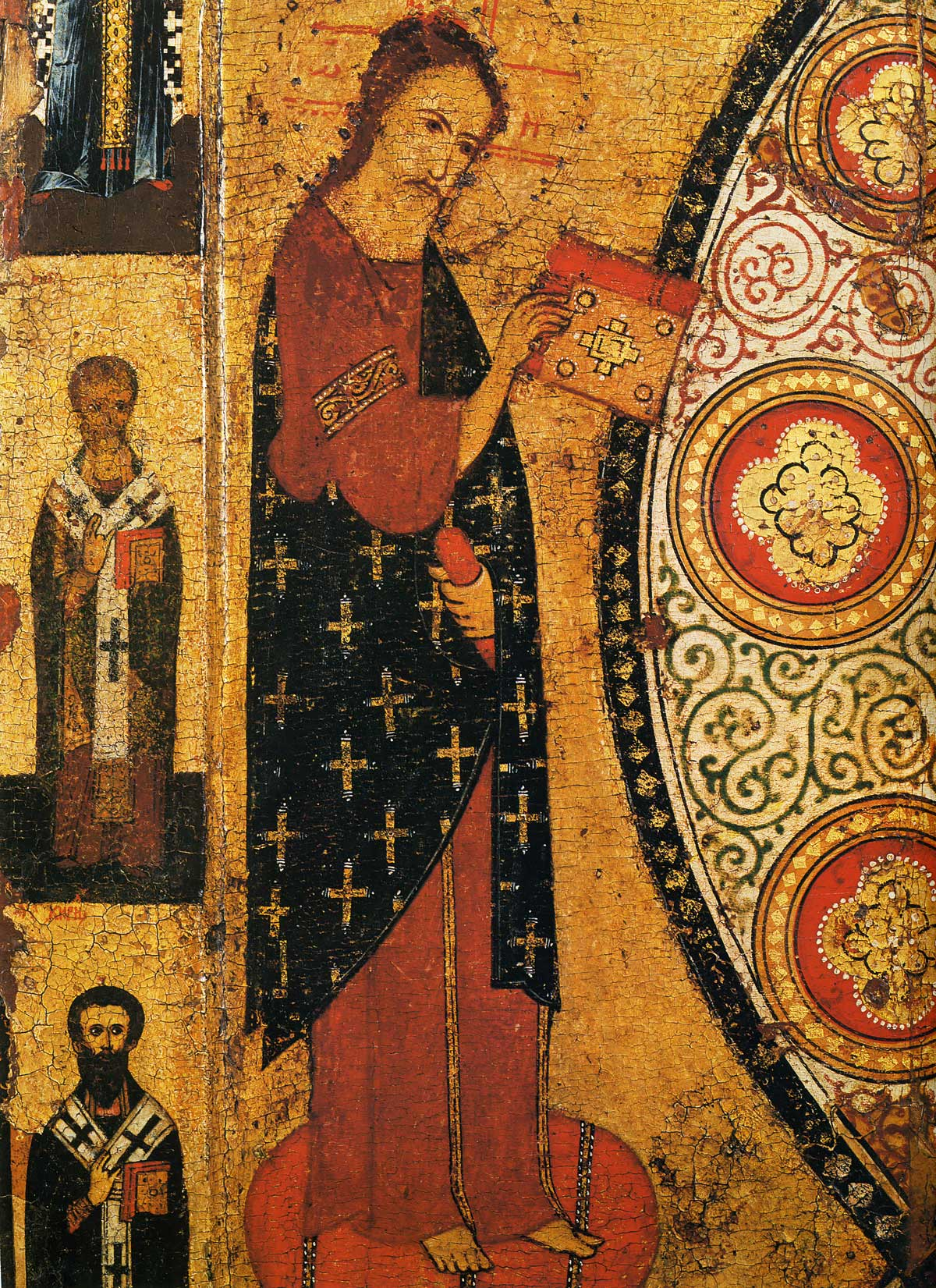
Fragment de la partie gauche centrale de l'icône: Jésus Christ, partie de nimbe, saint Jean Chrysostome et saint Cyrille d'Alexandrie

L'image de Saint-Nicolas est représentée bénissant de la main droite et tenant les évangiles de la main gauche. De chaque côté de sa tête sont disposées les figures en pied de Jésus-Christ (son visage est la partie qui a le plus perdu les couleurs anciennes) et la Vierge Marie, remettant au saint l'omophorion en souvenir d'un miracle qui se produisit lors du concile de Nicée .
Sur les polés de l'icône sont représentées des figures de saints :
- dans la polé du dessus, l'étimasie entouré des figures des archanges Saint-Michel et Gabriel ainsi que les douze apôtres;
- dans les polés latéraux sont représentés en pied : Basile de Césarée et Grégoire de Nazianze, Jean Chrysostome, Saint Hypathius, Cyrille d'Alexandrie et Athanase d'Alexandrie, Boris et Gleb, Georges de Lydda et Démétrios de Thessalonique, Flore et Laure, Côme et Damien.

Le polé en bas de l'icône est un texte qui concerne le ktitor et dont les lettrines sont de couleur rouge, vermillon.
Le visage du saint est proche de la tradition byzantine de l'art de la dynastie comnène, mais « Saint Nicolas a perdu la gravité des anciens pères de l'église. Nous avons devant nous un bon saint russe, prêt à offrir l'aide la plus concrète qui soit dans ses attributions». »
Le peintre imite le filigrane d'orfèvre et l'émail dans le nimbe du saint. Le saint est paré de vêtements garnis d'or, de perles et de diamants dessinant des croix et des losanges que Victor Lazarev interprète comme ceci : «il est paré comme si l'artiste voulait le représenter couvert de broderies populaires, folkloriques». Cette référence à l'art populaire est le point de départ de l'esthétique hellénistique et byzantine. L'image du saint Nicolas est «fort naïve, presque villageoise, à appréhender dans l'immédiateté ».

## Liens
- (ru) Musée virtuel avec image de l'icône Икона в высоком качестве на портале «Виртуальный музей»

.